# Tesita
Tesita era una ciutat hitita del nord que era en mans dels kashka en el segle xiv aC. Era propera a les ciutats d'Istahara i d'Hattena, a la Terra Alta Hitita.
El rei Subiluliuma I, cap a la part final del seu regnat, va fer una sèrie de batalles contra els kashka en aquells territoris, que va incendiar, i també la ciutat de Tesita. D'allà va passar a Tuhpilisa que va fortificar.